# 第一不列顛尼亞行省

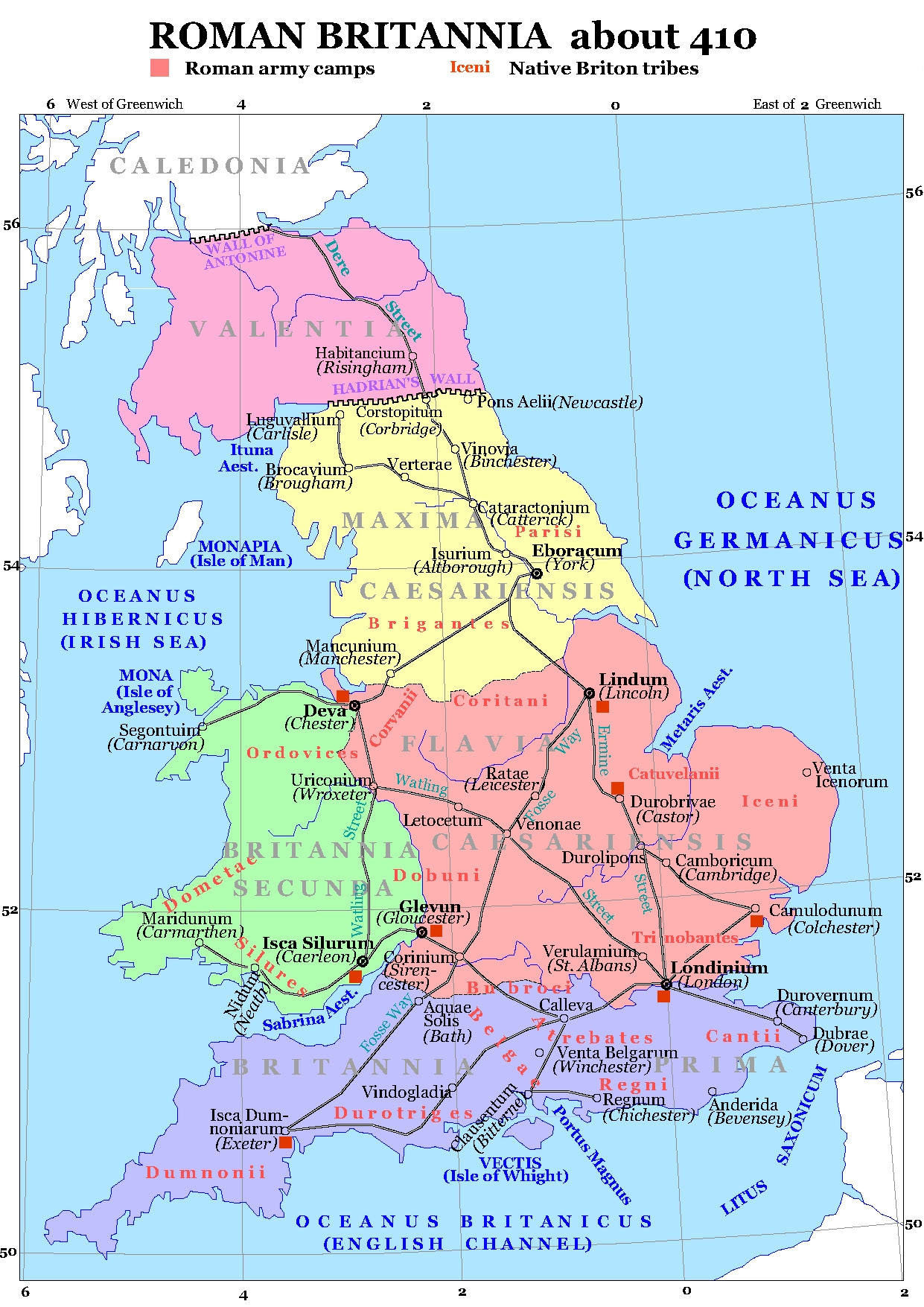
羅馬帝國晚期不列顛尼亞行省可能的劃分，下方藍色為第一不列顛尼亞行省之位置

第一不列顛尼亞（拉丁語：Britannia Prima）是3世紀末戴克里先改革期間創建的不列顛人行省之一。它可能是在公元296年君士坦提烏斯一世擊敗篡位者阿勒克圖斯（Allectus）之後創建的。它的位置和首都仍然不確定，它可能比第二不列顛尼亞行省更靠近羅馬。目前，大多數學者將第一不列顛尼亞置在威爾士、康沃爾以及連接它們的土地上。根據恢復曾經的銘文，其首都位於多布尼的科里尼厄姆（賽倫塞斯特），但參加315年阿爾勒議會的主教將省會定在伊斯卡或德瓦（切斯特），這也是已知的軍團基地。

## 歷史
在羅馬重新征服不列顛之後，它管理了從卡穆洛杜努姆（高車士打）到倫蒂尼恩（倫敦）的一片地區，直到其總督克洛狄烏斯·阿爾比努斯與塞維魯合作後的塞維魯改革。 這些將領土分為上不列顛和下不列顛，它們各自的首都位於倫蒂尼恩和埃伯拉肯（約克）。在戴克里先改革的第一階段，不列顛處於企圖奪取羅馬皇位的不列顛帝國的控制之下。在公元296年君士坦提烏斯一世重新奪回領土後的某個時候，不列顛尼亞成為了高盧地區的一部分。然後，不列顛尼亞被劃分為三至五個行省。

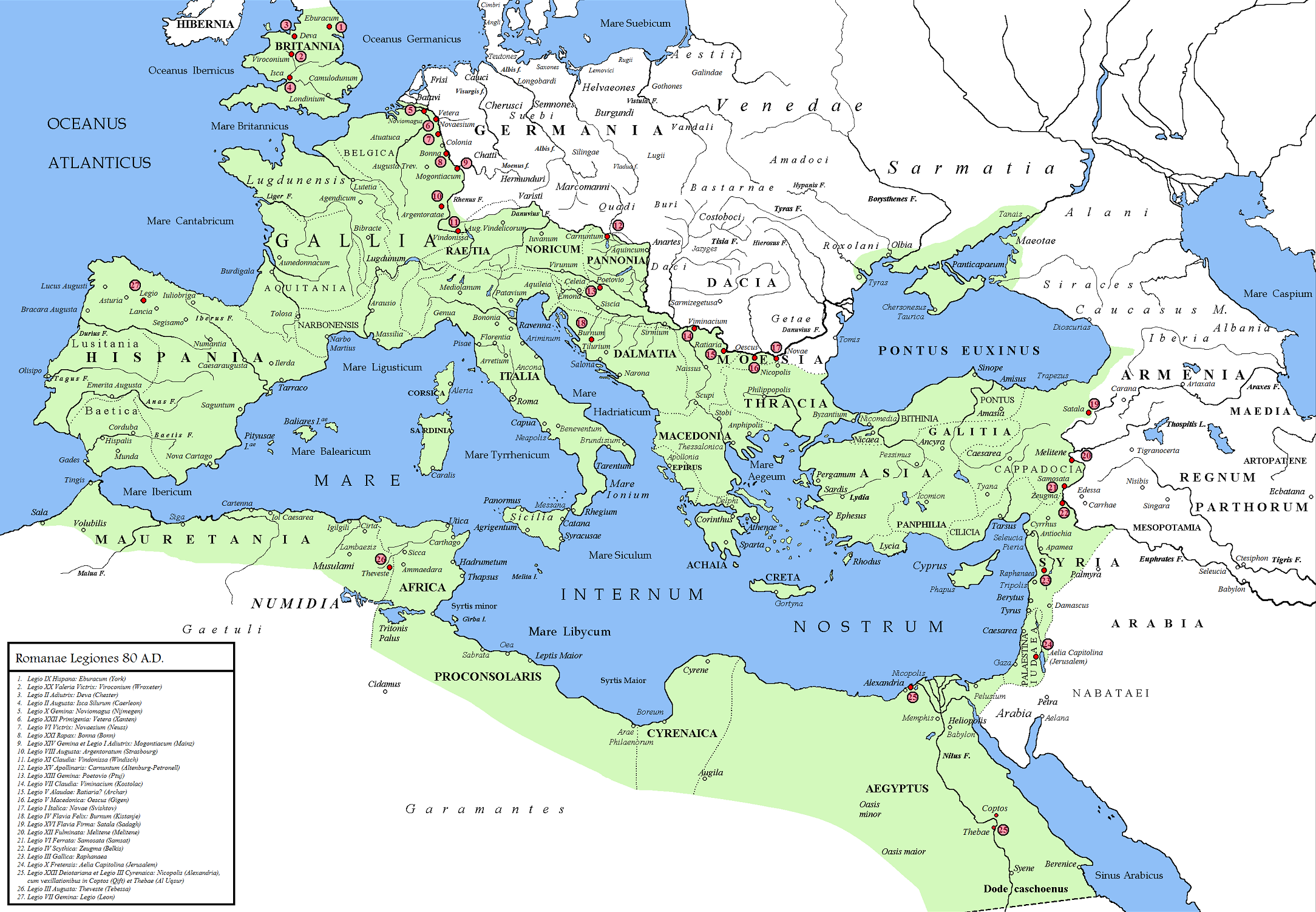
可見左上角不列顛尼亞不列顛尼亞的第二和第二十軍團（但羅馬帝國晚期軍團駐紮的位置不清楚）

## 軍團
第二「奧古斯塔」軍團和第二十「瓦雷利亞·維克特利」軍團可能仍然駐紮在伊斯卡和德瓦（切斯特），但這個仍然不清楚。